# Cada um Belisca um Pouco
Cada um Belisca um Pouco é um álbum dos músicos brasileiros Dominguinhos, Sivuca e Oswaldinho do Acordeon, lançado em 2004 com o selo Biscoito Fino.
É considerado um disco épico, por ter reunido três dos maiores gênios da sanfona num mesmo álbum. Ele foi dedicado a Luiz Gonzaga, o rei do baião. Das 20 músicas, dez são suas composições.
Em 2005, o álbum foi indicado ao Grammy Latino, na categoria Melhor Álbum de Música Regional Brasileira.

## Faixas
01. Feira de Mangaio (Sivuca / Glória Gadelha)

02. A Dança Da Moda (Luiz Gonzaga / Zé Dantas) / Qui Nem Jiló (Luiz Gonzaga / Humberto Teixeira) / Fuga da África (Luiz Gonzaga)

03. Eu Só Quero Um Xodó (Dominguinhos / Anastácia)

04. Baião (Luiz Gonzaga / Humberto Teixeira)

05. Feijoada (Sivuca) / Pagode Russo (Luiz Gonzaga / João Silva) / O Sanfoneiro Só Tocava Isso (Haroldo Lobo / Geraldo Medeiros)

06. Cada Um Belisca Um Pouco (Oswaldinho / Paulo Nascimento)

07. Nilopolitano (Dominguinhos / Waldonys)

08. Sabiá (Luiz Gonzaga / Zé Dantas / Waldonys) / Numa Sala de Reboco (Zé Marcolino / Luiz Gonzaga) / Xote das Meninas (Luiz Gonzaga / Zé Dantas)

09. Adeus Maria Fulô (Humberto Teixeira / Sivuca)

10. Isso Aqui Tá Bom Demais (Dominguinhos / Nando Cordel) / Quero Chá (Luiz Gonzaga / Zé Marcolino) / Pedras Que Cantam (Dominguinhos / Fausto Nilo)

11. Roseira do Norte (Pedro Sertanejo / Zé Gonzaga)

12. Asa Branca (Luiz Gonzaga / Humberto Teixeira)

## Músicos
- Dominguinhos, Sivuca e Oswaldinho do Acordeon - Sanfonas e acordeons
- João Lyra (Violão, Viola)
- Toni 7 Cordas (Violão 7)
- Alceu Maia (Cavaquinho)
- Durval e Mingo Araújo (Percussão)
- Waldonys (Acordeon nas fxs. 7 e 8 )